# Nectanebo I
Kheperkare Nakhtnebef, được biết đến nhiều hơn với tên gọi theo tiếng Hy Lạp là Nectanebo I, là một pharaon của Ai Cập cổ đại, ông là người sáng lập ra vương triều bản địa cuối cùng của Ai Cập, Vương triều thứ Ba Mươi.

## Triều đại

### Kế vị và gia đình
Nectanebo là một tướng lĩnh quân đội đến từ Sebennytos, con trai của một tướng lĩnh quân đội có thế lực tên là Teos (cách gọi theo tiếng Hy Lạp của tên Djedhor). Một tấm bia đá được tìm thấy tại Hermopolis cung cấp một số bằng chứng cho thấy rằng ông giành được quyền lực thông qua việc lật đổ và có thể đã xử tử vị pharaon cuối cùng của vương triều thứ 29 là Nepherites II. Người ta đã đưa ra giả thuyết cho rằng Nectanebo được viên tướng người Athen là Chabrias hỗ trợ trong cuộc chính biến. Nectanebo tổ chức lễ đăng quang của ông ta vào khoảng năm 379/8 TCN ở cả Sais và Memphis, rồi chuyển kinh đô từ Mendes tới Sebennytos.
Mối quan hệ giữa Nectanebo và các pharaon của vương triều trước không hoàn toàn rõ ràng. Ông tỏ ra không mấy tôn trọng đối với Nepherites II, gọi ông là kẻ bất tài, và với cả Achoris (cha của Nepherites II) khi nói ông là kẻ cướp ngôi. Ông dường như đã có một sự kính trọng cao hơn dành cho Nepherites I, ông ta trước đây được cho là cha hoặc là ông nội của Nectanebo, mặc dù vậy ngày nay người ta tin rằng quan điểm này là do một sự giải thích sai từ Biên niên sử thông dụng. Tuy nhiên, người ta cho rằng Achoris và Nectanebo có thể là họ hàng của Nepherites I theo một phương diện nào đó.
Nectanebo có hai người con được biết đến: Teos là người kế vị được chỉ định của ông, và Tjahapimu .

### Hoạt động ở Ai Cập

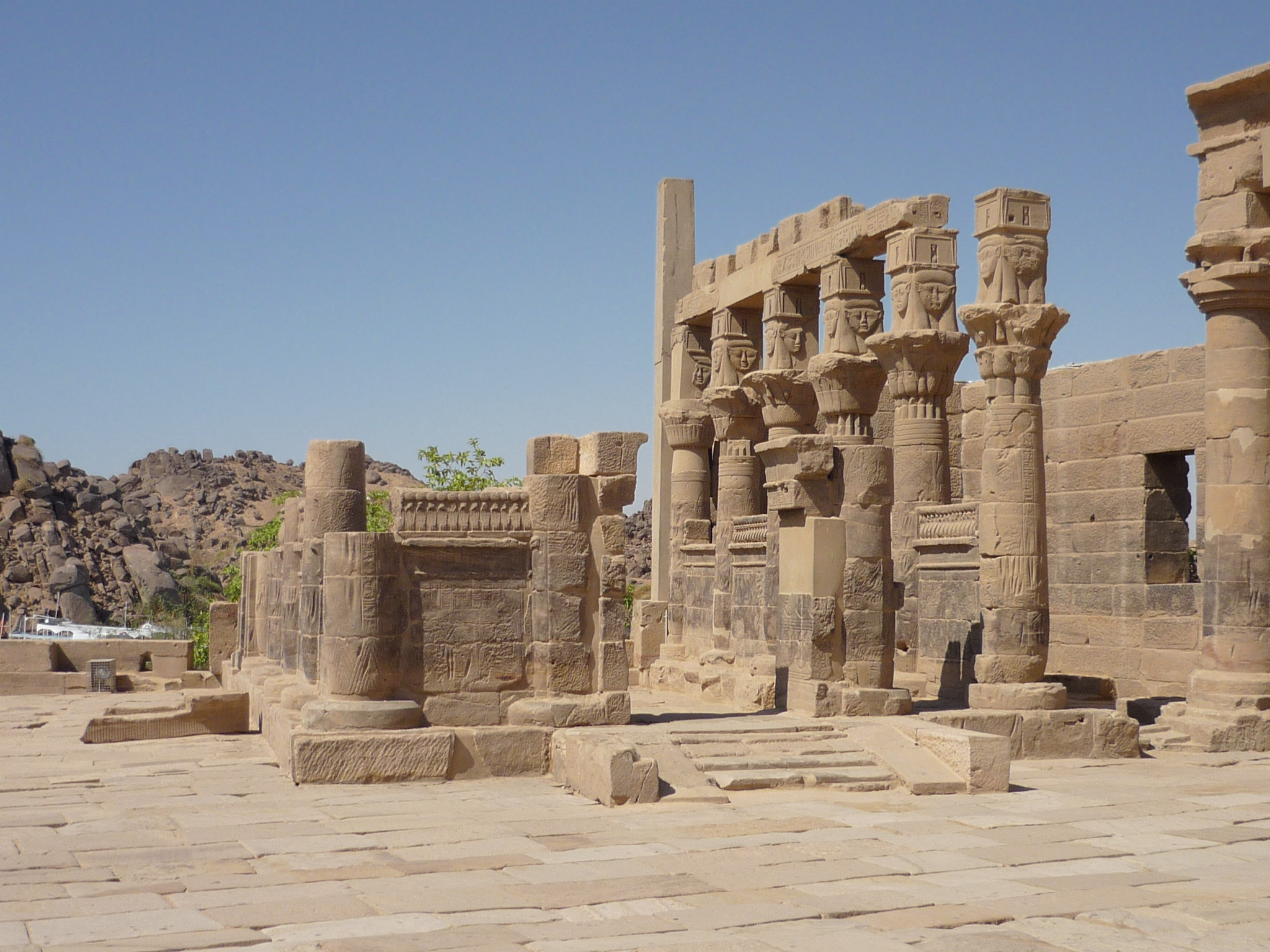
Tiền sảnh của ngôi đền thờ Isis tại Philae

Nectanebo là một nhà xây dựng và khôi phục vĩ đại trên một quy mô chưa từng được thấy ở Ai Cập trong suốt nhiều thế kỷ. Ông đã cho tiến hành thi công tại nhiều đền thờ trên khắp đất nước.
Trên hòn đảo linh thiêng Philae gần Aswan, ông đã khởi công ngôi đền thờ thần Isis, nó sẽ trở thành một trong những địa điểm tôn giáo quan trọng nhất ở Ai Cập cổ đại, bằng việc xây dựng tiền sảnh của nó. Nectanebo cũng đã khởi công cửa tháp thứ nhất thuộc khu vực điện thờ Amun-Re tại Karnak, và người ta tin rằng cấu trúc mammisi đầu tiên được biết đến mà được tìm thấy ở Dendera là do ông xây dựng. Sự thờ cúng các loài động vật linh thiêng, mà trở nên nổi bật trong giai đoạn giữa hai thời kỳ chiếm đóng của người Ba Tư (các vương triều thứ 27 và 31), đã nhận được sự ủng hộ của Nectanebo, điều này được chứng minh thông qua các phát hiện khảo cổ học tại Hermopolis, Hermopolis Parva, Saft el-Hinna và Mendes. Những công trình khác được xây dựng theo lệnh của vị pharaon cũng đã được tìm thấy trong các công trình tôn giáo ở Memphis, Tanis và El Kab.

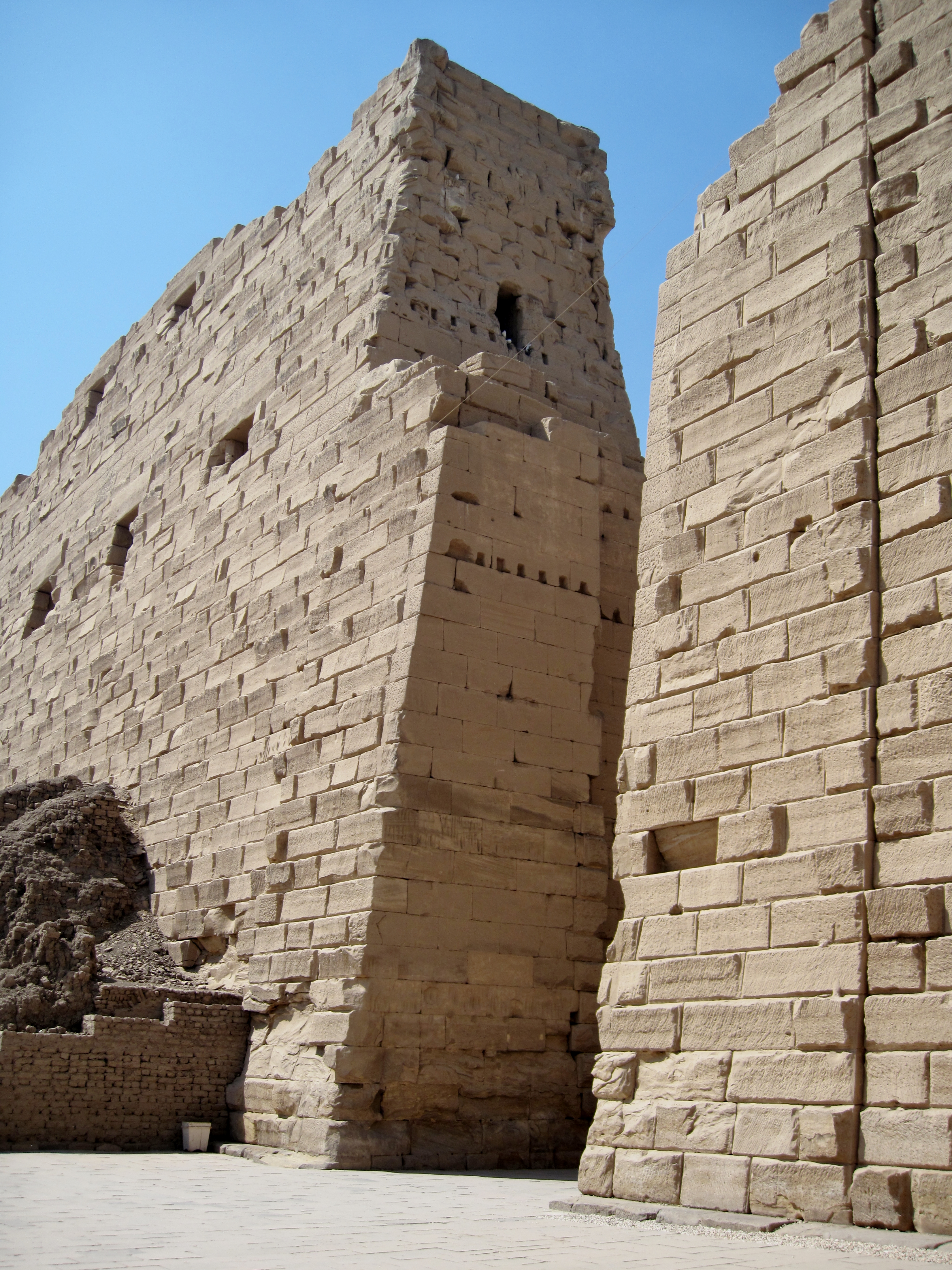
Cửa tháp thứ nhất, Karnak

Nectanebo cũng đã hào phóng đối với tầng lớp giáo sĩ. Một sắc lệnh có niên đại vào năm trị vì đầu tiên của ông đã được phát hiện trên một tấm bia đá tại Naucratis, yêu cầu rằng 10% số thuế thu được từ hàng hóa nhập khẩu và từ các sản vật địa phương ở thành phố này phải được sử dụng cho ngôi đền của thần Neith tại Sais. Một tấm bia đá đi đôi với tấm bia này gần đây đã được phát hiện tại thành phố Heracleion vốn bị chìm dưới mực nước biển . Tấm bia đá được nói đến ở trên đến từ Hermopolis và từng được đặt phía trước một cổng tháp của Ramesses II, nó liệt kê những thứ được Nectanebo dâng lên cho các vị thần địa phương, và các bổng lộc khác cũng được ban cho các tư tế của thần Horus tại Edfu. Sự hào phóng của Nectanebo cho thấy sự tôn sùng của ông dành cho các vị thần và đồng thời ủng hộ về mặt tài chính cho những người nắm giữ phần lớn sự giàu có của đất nước và các chi phí dành cho việc bảo vệ quốc gia.

### Cuộc xâm lược của người Ba Tư
Vào năm 374/3 TCN, Nectanebo đã phải đối mặt với một cuộc xâm lược của người Ba Tư nhằm chiếm lại Ai Cập, vị vua Artaxerxes II của Achaemenes vẫn chỉ coi nó như là một satrap nổi loạn. Sau khi mất 6 năm cho việc chuẩn bị và gây sức ép cho người Athen để họ triệu hồi viên tướng người Hy Lạp là Chabrias, Artaxerxes đã phái một đạo quân lớn dưới sự chỉ huy của viên tướng người Athen là Iphicrates cùng với viên tướng người Ba Tư là Pharnabazus. Người ta ghi lại rằng đạo quân này có quân số hơn 200.000 người bao gồm binh sĩ Ba Tư và lính đánh thuê Hy Lạp cùng khoảng 500 tàu. Các thành lũy nằm trên bờ nhánh Pelusiac của sông Nile vốn được Nectanebo ra lệnh xây dựng đã buộc hạm đội của đối phương phải tìm một tuyến đường khác để đi ngược dòng sông Nile. Cuối cùng hạm đội này đã tìm được đường theo nhánh Mendesian ít được bảo vệ.
Vào lúc này, sự ngờ vực lẫn nhau vốn đã nảy sinh giữa Iphicrates và Pharnabazus đã ngăn cản không cho người Ba Tư tiến đến Memphis. Tiếp đó dòng nước lũ hàng năm của sông Nile cùng với quyết tâm bảo vệ đất nước của những người Ai Cập đã giúp đảo ngược tình thế từ chỗ ban đầu dường như là một thất bại chắc chắn dành cho Nectanebo I và quân đội của ông trở thành một thắng lợi hoàn toàn.
Từ năm 368 TCN trở đi, do nhiều satrap phía Tây của Đế chế Achaemenes bắt đầu nổi loạn chống lại Artaxerxes II, cho nên Nectanebo đã cung cấp sự ủng hộ về tài chính cho các satrap nổi dậy và thiết lập lại mối quan hệ với cả Sparta và Athens.

## Kế vị
Nectanebo qua đời vào năm trị vì thứ 19 của ông. Ngôi mộ, cỗ quan tài và xác ướp của ông chưa bao giờ được tìm thấy. Vào giai đoạn cuối triều đại của mình (vào năm thứ 16 - năm 364/3 TCN), có lẽ để nhằm khắc phục những vấn đề liên quan đến triều đại mà đã gây tai họa cho những vị tiên vương trước đó, Nectanebo đã khôi phục lại truyền thống cùng trị vì- vốn đã bị lãng quên từ lâu- với người con trai Teos của ông. Tuy nhiên, ngay sau khi Teos kế vị, người em trai của Teos là Tjahapimu đã phản bội ông ta và đưa người con trai của mình là Nakhthorheb (Nectanebo II) lên làm vua.